# Desmoscolex petalodes
Desmoscolex petalodes är en rundmaskart som beskrevs av Lorenzen 1972. Desmoscolex petalodes ingår i släktet Desmoscolex och familjen Desmoscolecidae. Inga underarter finns listade i Catalogue of Life.